# Polimeri termoplastici
I polimeri termoplastici sono polimeri formati da catene lineari o poco ramificate, non legate l'una con l'altra (ovvero non reticolate); è sufficiente quindi aumentare la temperatura per portarli ad uno stato viscoso e poterli quindi formare. Ogni volta che si ripete l'operazione di riscaldamento e formatura il materiale perde un po' delle sue caratteristiche.

## Cristallinità
I polimeri termoplastici possono essere amorfi o semicristallini: i primi sono trasparenti, gli altri sono invece opachi, a meno che gli indici di rifrazione delle due fasi (amorfa e cristallina) siano uguali, o la fase dispersa abbia dimensioni minori della lunghezza d'onda della radiazione visibile incidente. I polimeri amorfi quando solidificano non vedono una diminuzione improvvisa del volume specifico, per esempio come accade con i metalli. Il liquido, una volta solidificato, si trasforma in un liquido super raffreddato che si trova allo stato solido e la struttura è costituita da catene intrecciate e attorcigliate
(groviglio statistico). 
Presentano una certa resistenza ed elasticità e se non sono caricati mantengono la loro forma.
I polimeri semicristallini, al di sotto della temperatura di transizione vetrosa, hanno una struttura costituita da zone cristalline intervallate da zone vetrose. Le zone cristalline sono costituite da catene polimeriche disposte in maniera ordinata formando regioni cristalline regolari, dette cristalliti, che crescono radialmente attorno ai siti di nucleazione. Aumentando la temperatura sino a portarla nell'intervallo compreso tra la temperatura di transizione vetrosa ma al di sotto della temperatura di fusione, allora le zone vetrose passano allo stato di liquido sotto raffreddato, ovvero di catene polimeriche con struttura irregolare. Dunque si hanno zone cristalline in una matrice amorfa. Aumentando ulteriormente la temperatura ci si trova al di sopra della temperatura di fusione, quindi nel passaggio allo stato liquido la struttura delle termoplastiche semicristalline diventa totalmente amorfa. Per poter essere semicristallini, i polimeri devono avere due criteri di cristallizzabilità: regolarità di costituzione (lungo la catena polimerica, ci deve essere un ordine in cui gli atomi si ripetono) e di configurazione (il monomero deve avere gli stessi atomi nello stesso posto lungo la catena).
Il comportamento dei polimeri amorfi è fortemente influenzato dalla temperatura: alla temperatura di transizione vetrosa (Tg) i movimenti delle catene si riducono a tal punto che il materiale diviene compatto e rigido, e vi è una variazione di circa tre ordini di grandezza del modulo elastico.
La temperatura di transizione vetrosa non è costante, ma dipende dal peso medio ponderale e dalla velocità di raffreddamento del polimero.

## Diagramma sforzo-deformazione

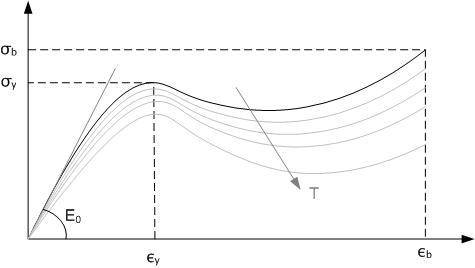
Tipico diagramma sforzo-deformazione di un materiale termoplastico

I polimeri termoplastici hanno comportamento elastico se sottoposti a piccole deformazioni (ovvero seguono la legge di Hooke), per cui se lo sforzo cessa vengono ripristinate le dimensioni che il provino aveva prima dell'applicazione dello sforzo, quindi la deformazione è reversibile.
Se vengono invece sottoposti a deformazioni più marcate, hanno comportamento plastico, per cui una volta che lo sforzo è cessato il provino non ritorna alle dimensioni iniziali, bensì permane una certa aliquota di deformazione. Ciò è spiegato dal fatto che le molecole di polimero possono muoversi l'una rispetto all'altra e i legami che intercorrono tra le macromolecole sono legami di attrazione intermolecolare (ad esempio forze di van der Waals o legami idrogeno), più deboli dei legami chimici che possono esserci ad esempio nel caso di polimeri reticolati (elastomeri), i quali invece riassumono sempre le loro dimensioni iniziali.
Inoltre all'aumentare della temperatura e a parità di deformazione ottenuta è necessario applicare uno sforzo minore per deformare un polimero termoplastico (da cui il nome "termo-plastico").
Un manufatto termoplastico, sottoposto a un ciclo di modificazione-trasformazione (fisica, meccanica), tende a ritornare alla sua forma iniziale grazie a quella che è definita la sua “memoria plastica” . Memoria della forma iniziale acquisita nel processo di produzione del polimero termoplastico a partire dalla resina. Ciò grazie alla componente "elastica" del materiale e all'energia accumulata durante il processo di trasformazione della resina in manufatto. Esempio: piegare con una sollecitazione meccanica un tubo diritto: dopo il piegamento cui viene sottoposto esso tenderà nel tempo a riacquistare una forma più rettilinea simile a quella iniziale. Questo comportamento, relativo solo ai materiali termoplastici, è definito "plastic memory" in inglese e si riferisce a questa particolare proprietà di questi specifici materiali.

## Procedimenti di solidificazione
Le proprietà di un materiale termoplastico dipendono dalle condizioni di solidificazione, che sono:
- temperatura di stampaggio o reticolazione;
- tempo richiesto per tale processo.

I procedimenti sono due:
- cristallizzazione;
- vetrificazione.

Nello studio è utile il diagramma (analogo alle curve di Bain per gli acciai) nel quale sono presenti le curve di fine e inizio trasformazione (che rappresentano la fine e l'inizio di cristallizzazione), con scala dei tempi logaritmica.
Al punto di fine cristallizzazione però non abbiamo il materiale 100% cristallino, ma abbiamo raggiunto il massimo grado di cristallinità del materiale.
Poi abbiamo anche la curva di transizione vetrosa, che incide sull'addensamento delle macromolecole e sul volume libero del polimero (cioè lo spazio che rimane tra le macromolecole).
I tipi di raffreddamento possibili sono:
- raffreddamento rapido: si ottiene un materiale vetrificato in circa 10 secondi. Per altri materiali non è possibile fare ciò, perché servirebbe una velocità di raffreddamento elevatissima (esempio polietilene).
- solidificazione isoterma: ottenuta ad alte temperature; si ottengono strutture cristalline; la temperatura va mantenuta per tempi lunghi.
- raffreddamento continuo: con velocità tale da realizzare il materiale in un tempo utile; è quella più comune.

## Morfologia
La morfologia dei polimeri termoplastici può essere:
- "a micelle frangiate": il materiale di base è diviso in due parti (zona cristallina e zona amorfa). Essendo la lunghezza delle catene tipicamente maggiore della lunghezza delle zone cristalline, si ha che una stessa catena fa parte di più zone cristalline.
- "a catene ripiegate": dalla solidificazione di una soluzione molto diluita si è scoperto che il cristallo singolo aveva la forma di una lamella, la quale aveva un'altezza di 100Å, minore dello spessore delle catene.

Nel caso di polimero ottenuto da fuso si forma una "superstruttura", in cui la lamella è l'elemento base, chiamato sferulite.

## Esempi
Di seguito vengono elencati alcuni polimeri termoplastici:
- Polibenzimidazolo PBI
- policarbonato PC
- polietilene PE
- polietilentereftalato PET
- polimetilmetacrilato PMMA
- polipropilene PP
- polistirene PS o polistirolo
- cloruro di polivinile PVC o polivinilcloruro
- nylon PA o poliammide
- ABS Acrilonitrile butadiene stirene
- PLA
- Politetrafluoroetilene PTFE o Teflon
- Polisolfone PES(U) o Polietersolfone (polyethersulfone)
- Poliossimetilene POM